# Kanal 9

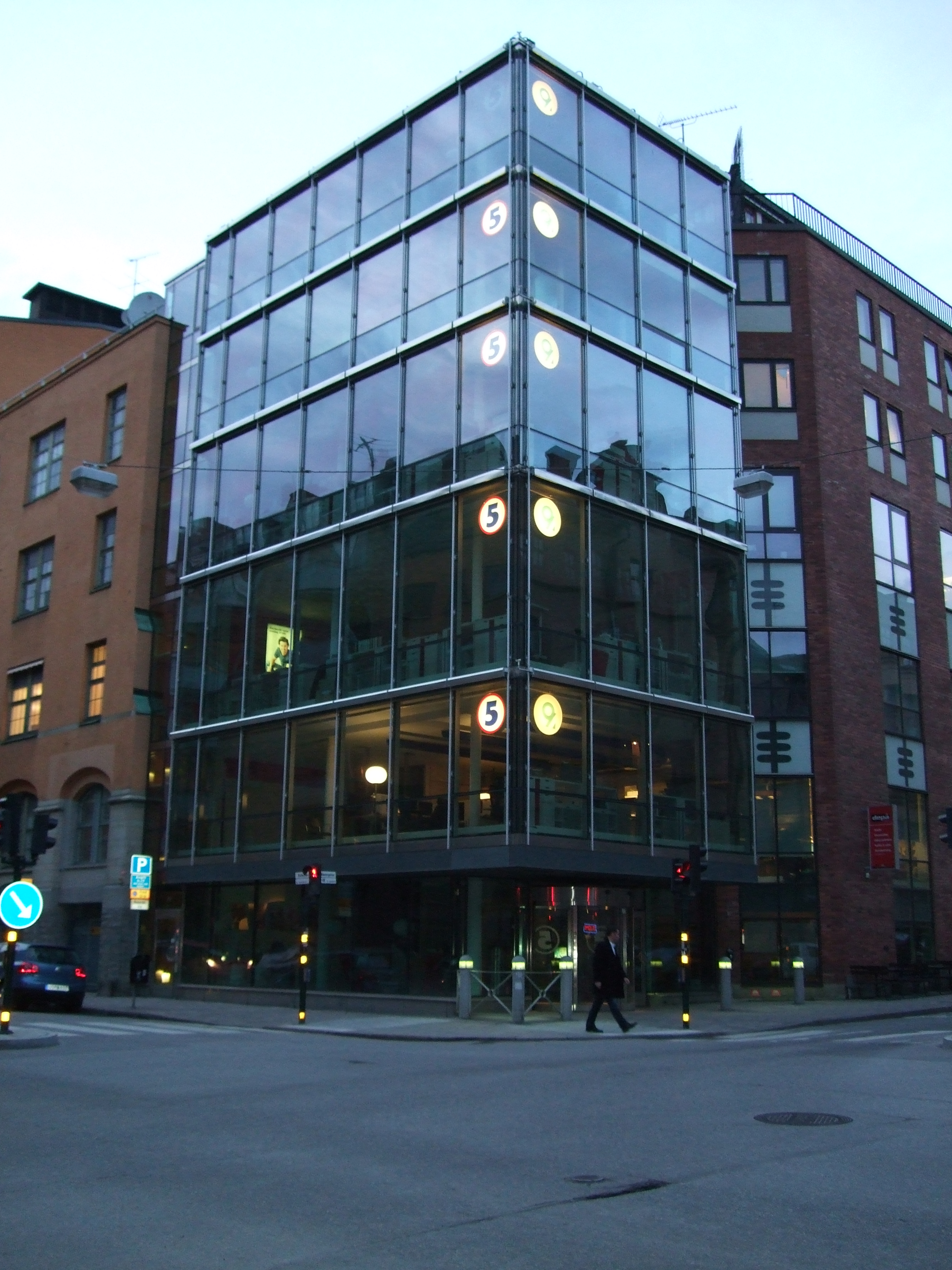
Huvudkontoret för Kanal 9 i Stockholm.

Kanal 9 är en TV-kanal som ägs av Discovery Networks Sweden. Sändningarna startade den 25 februari 2007 och kanalen fungerar som en systerkanal till Kanal 5 . Kanal 9:s huvudmålgrupp är 30-59 år och är därmed äldre än Kanal 5:s målgrupp. Kanalen sänder tv-serier, långfilmer, dokumentärer och sport.

## Historik
Kanal 9 tog över sändningstillståndet från One Television som började sända i Sverige 23 maj 2006 och liksom Kanal 5 och Viasats kanaler sänder Kanal 9 från Storbritannien. 
Som en följd av Brexit valde Discovery att 2019 flytta utsändningen av företagets skandinaviska kanaler, inklusive Kanal 9, från London till Bayern.
Den 15 januari 2024 uppdaterade Warner Bros Discovery utseendet för alla sina nordiska tv-kanaler. I Sverige var det Kanal 5, Kanal 9 och Kanal 11 som fick ett nytt utseende och grafisk profil.

## Distribution
Målgruppen för Kanal 9 är personer mellan 25 och 59 år, att jämföra med Kanal 5:s målgrupp 15 till 44 år. Kanalen når potentiellt tre miljoner hushåll genom det analoga basutbudet och det digitala tilläggsutbudet i Com Hem samt digitalt genom Telia digital-TV, Canal Digital och Boxer.
Den 4 september 2014 började Kanal 9 HD sända kanalens program i HDTV-kvalitet vi Canal Digital.

## Ägare
Kanal 9 ägs av Discovery Networks Sweden. Kanalen sänds från London. Här sker även utsändningen av Kanal 9:s systerkanal Kanal 5. Kanal 9:s marknads-, PR- och säljavdelning är placerad i Stockholm. 
I Sverige äger SBS Discovery Media även tv-kanalerna Kanal 5, Kanal 11, Discovery Channel, TLC, Animal Planet, Discovery Science, Discovery World och ID samt ett flertal radiokanaler.